# Garruchal

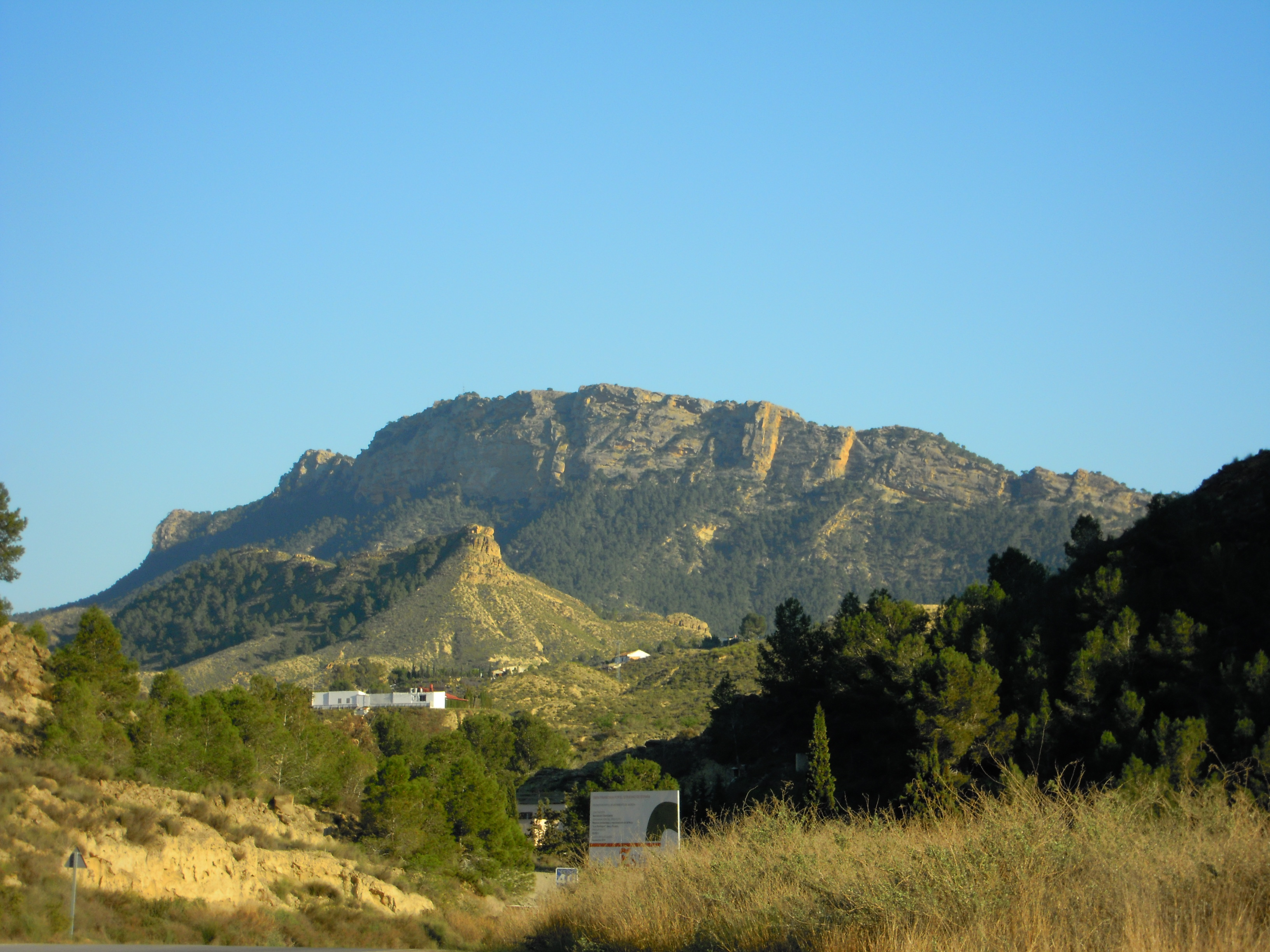
Columbares (646 m), cima del Puerto del Garruchal

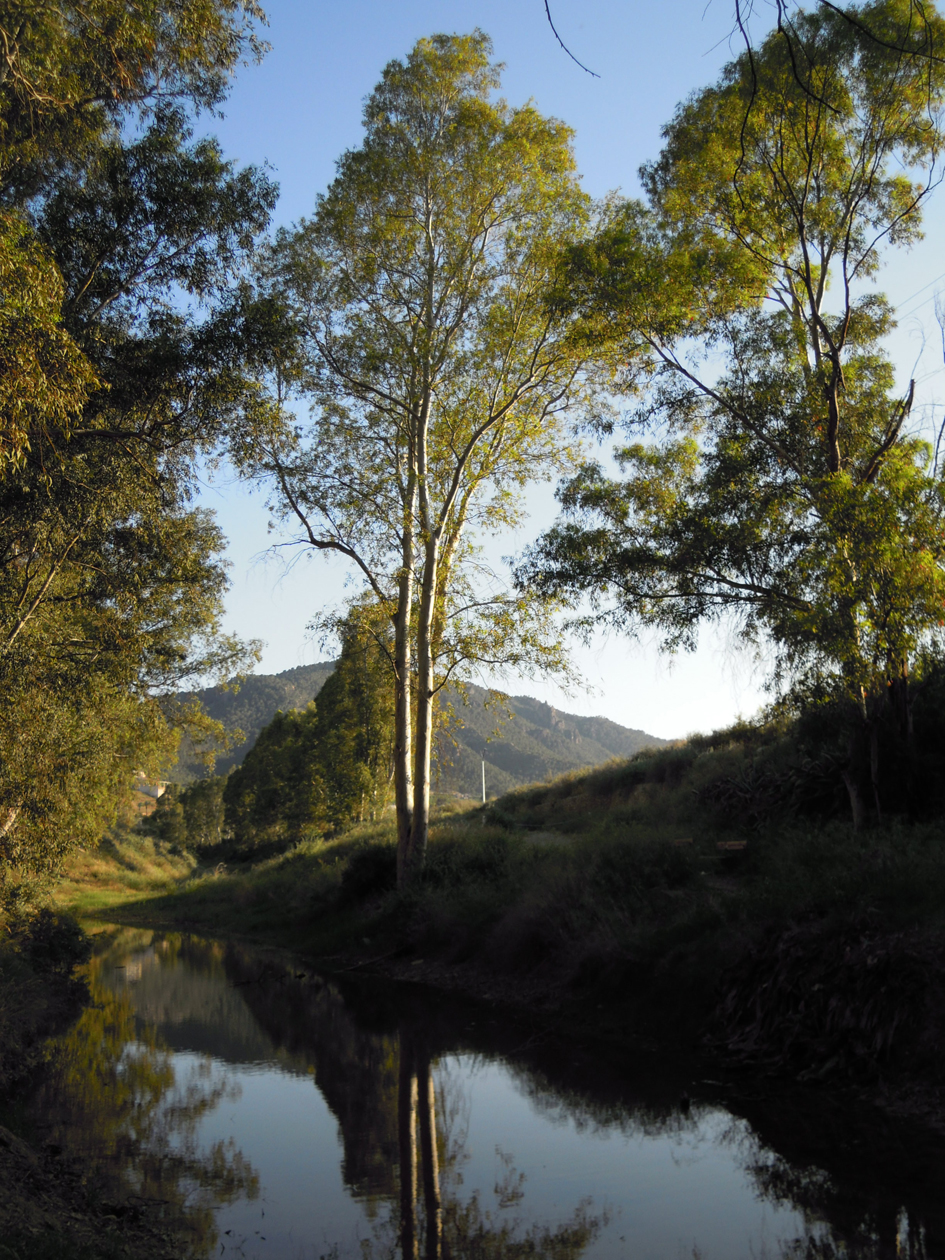
Rambla del Garruchal, a su paso por Beniaján

El Garruchal es uno de los tres puertos o pasos naturales que existen en la cadena de montañas que cierran el valle del río Segura por el sur, separándolo de la depresión litoral del Mar Menor. Las tierras del Garruchal se sitúan en el término municipal de Murcia y están comprendidas dentro de los términos pedáneos de Beniaján, Algezares y Cañadas de San Pedro, en el centro del área Cordillera Sur, incluyéndose en el espacio natural protegido de Carrascoy y El Valle.

## Etimología
Etimológicamente su nombre proviene de la palabra carrizal que ha evolucionado como garrichal, en clara alusión a la abundancia de cañaverales que presenta su paisaje, predominando el Carrizo Phragmites australis.[cita requerida]
El camino que asciende hasta el puerto convertido en una carretera comarcal fue una antigua calzada romana y después una cañada agropecuaria. Este camino discurre en paralelo al curso de una rambla de caudal intermitente que nace en la "Fuente de Columbares" y que recibe el mismo nombre que el puerto: Rambla del Garruchal. En época de lluvias su cauce recoge las aguas de otras ramblas y barrancos menores como el Soldado, La Tercia, Cedrines o Los Puros, llevándolas valle abajo hasta Beniaján que es atravesado por la rambla justo antes de difuminarse entre las tierras de cultivo de la vega.

## Yacimientos arqueológicos
Como muestra y testimonio del devenir histórico del puerto, en varios puntos del Garruchal han aparecido restos arqueológicos: pequeños tramos de calzada romana que salpican el antiguo trazado del camino, basamentos de guarniciones medievales sobre algunas cimas, o el poblado argárico de Puntarrón Chico como uno de los primeros asentamientos humanos de la zona.  

## Incendio
El 19 de junio de 2015 tuvo lugar en el Garruchal un gran incendio que calcinó cerca de 50 hectáreas de pinar y monte bajo. Se originó a partir de varios focos, afectando al paraje del Estrecho el frente más activo de las llamas. El daño ecológico ocasionado resultó especialmente grave en este caso, al tratarse de una zona de alto valor medioambiental, catalogada además como ZEPA. Noticia sobre el incendio